# Вінсент Трочек
Вінсент Трочек (англ. Vincent Trocheck, нар. 11 липня 1993, Піттсбург) — американський хокеїст, центральний нападник клубу НХЛ «Нью-Йорк Рейнджерс». Гравець збірної команди США.

## Ігрова кар'єра
Уродженець Піттсбурга Вінсент розпочав хокеєм займатись в рідному місті в хокейному клубі «Піттсбург Горнетс». Переїхавши до Детройту в 13-річному віці продовжив займатись улюбленою грою. З 2009 року виступає за юніорську команду «Сегіно Спіріт» (ОХЛ).
2011 року був обраний на драфті НХЛ під 64-м загальним номером командою «Флорида Пантерс». 23 квітня 2012 року підписує трирічний контракт з «пантерами».
Сезон 2012/13 розпочав ще захищаючи кольори «Сегіно Спіріт», а завершив у команді «Плімут Вейлерс».
Сезон 2013/14 стає знаковим в кар'єрі Трочека, спочатку він дебютує у фарм-клубі «пантер» «Сан-Антоніо Ремпедж», а 14 березня 2014 вперше виходить у складі «Флорида Пантерс». 3 липня 2016 Вінсент на правах вільного агента укладає новий контракт з «Флоридою» строком на шість років.
10 січня 2017 обраний на матч всіх зірок НХЛ.

## На рівні збірних
У складі молодіжної збірної США став чемпіоном світу 2013.
На Кубку світу 2016 виступав у складі збірної Північної Америки.

## Нагороди та досягнення
- Трофей Реда Тілсона — 2013.
- Учасник матчу усіх зірок НХЛ — 2017, 2024.

## Статистика

### Клубні виступи
| Сезон        | Клуб                  | Ліга         | Регулярний сезон | Регулярний сезон | Регулярний сезон | Регулярний сезон | Регулярний сезон | Плей-оф | Плей-оф | Плей-оф | Плей-оф | Плей-оф |
| Сезон        | Клуб                  | Ліга         | І                | Г                | П                | О                | ШХ               | І       | Г       | П       | О       | ШХ      |
| ------------ | --------------------- | ------------ | ---------------- | ---------------- | ---------------- | ---------------- | ---------------- | ------- | ------- | ------- | ------- | ------- |
| 2008–09      | Детройт               | MWEHL        | 44               | 27               | 19               | 46               | 32               | 7       | 1       | 4       | 5       | 0       |
| 2009–10      | «Сегіно Спіріт»       | ОХЛ          | 68               | 15               | 28               | 43               | 56               | 6       | 2       | 2       | 4       | 2       |
| 2010–11      | «Сегіно Спіріт»       | ОХЛ          | 68               | 26               | 36               | 62               | 60               | 12      | 6       | 5       | 11      | 4       |
| 2011–12      | «Сегіно Спіріт»       | ОХЛ          | 65               | 29               | 56               | 85               | 65               | 12      | 5       | 6       | 11      | 10      |
| 2012–13      | «Сегіно Спіріт»       | ОХЛ          | 35               | 24               | 26               | 50               | 34               | —       | —       | —       | —       | —       |
| 2012–13      | «Плімут Вейлерс»      | ОХЛ          | 28               | 26               | 33               | 59               | 24               | 15      | 10      | 14      | 24      | 8       |
| 2013–14      | «Сан-Антоніо Ремпедж» | АХЛ          | 55               | 16               | 26               | 42               | 32               | —       | —       | —       | —       | —       |
| 2013–14      | «Флорида Пантерс»     | НХЛ          | 20               | 5                | 3                | 8                | 6                | —       | —       | —       | —       | —       |
| 2014–15      | «Сан-Антоніо Ремпедж» | АХЛ          | 23               | 8                | 11               | 19               | 19               | 3       | 1       | 1       | 2       | 2       |
| 2014–15      | «Флорида Пантерс»     | НХЛ          | 50               | 7                | 15               | 22               | 24               | —       | —       | —       | —       | —       |
| 2015–16      | «Флорида Пантерс»     | НХЛ          | 76               | 25               | 28               | 53               | 44               | 2       | 0       | 1       | 1       | 0       |
| 2016–17      | «Флорида Пантерс»     | НХЛ          | 82               | 23               | 31               | 54               | 43               | —       | —       | —       | —       | —       |
| 2017–18      | «Флорида Пантерс»     | НХЛ          | 82               | 31               | 44               | 75               | 54               | —       | —       | —       | —       | —       |
| 2018–19      | «Флорида Пантерс»     | НХЛ          | 55               | 10               | 24               | 34               | 54               | —       | —       | —       | —       | —       |
| 2019–20      | «Флорида Пантерс»     | НХЛ          | 55               | 10               | 26               | 36               | 33               | —       | —       | —       | —       | —       |
| 2019–20      | «Кароліна Гаррікейнс» | НХЛ          | 7                | 1                | 1                | 2                | 16               | 8       | 0       | 2       | 2       | 4       |
| 2020–21      | «Кароліна Гаррікейнс» | НХЛ          | 47               | 17               | 26               | 43               | 20               | 9       | 2       | 1       | 3       | 4       |
| 2021–22      | «Кароліна Гаррікейнс» | НХЛ          | 81               | 21               | 30               | 51               | 78               | 14      | 6       | 4       | 10      | 10      |
| 2022–23      | «Нью-Йорк Рейнджерс»  | НХЛ          | 82               | 22               | 42               | 64               | 58               | 7       | 1       | 0       | 1       | 14      |
| 2023–24      | «Нью-Йорк Рейнджерс»  | НХЛ          | 82               | 25               | 52               | 77               | 55               | 16      | 8       | 12      | 20      | 10      |
| Усього в НХЛ | Усього в НХЛ          | Усього в НХЛ | 719              | 197              | 322              | 519              | 485              | 56      | 17      | 20      | 37      | 42      |

### Збірна
| Рік                | Команда            | Турнір             | Місце              | І  | Г | П | О | ШХ |
| ------------------ | ------------------ | ------------------ | ------------------ | -- | - | - | - | -- |
| 2010               | США                | МІГ U18            | 2                  | 5  | 1 | 1 | 2 | 12 |
| 2013               | США                | МЧС                | 1                  | 7  | 3 | 3 | 6 | 10 |
| 2014               | США                | ЧС                 | 6-е                | 7  | 0 | 0 | 0 | 4  |
| 2016               | Північна Америка   | КС                 | 5-е                | 3  | 1 | 0 | 1 | 2  |
| Молодіжна збірна   | Молодіжна збірна   | Молодіжна збірна   | Молодіжна збірна   | 7  | 3 | 3 | 6 | 10 |
| Національна збірна | Національна збірна | Національна збірна | Національна збірна | 10 | 1 | 0 | 1 | 6  |